# ناحیه اورته‌چیرچیق
ناحیهٔ اورته‌چیرچیق و یا ناحیهٔ چیرچیق وسطی (به ازبکی: Oʻrta Chirchiq tumani، اۉرته‌چیرچیق تومنی) یک ناحیه در ازبکستان است که در ولایت تاشکند واقع شده‌است. ناحیه اورته‌چیرچیق ۵۱۰ کیلومتر مربع مساحت و ۱۳۷٬۰۰۰ نفر جمعیت دارد.
تا پیش از سال ۲۰۱۷ میلادی، شهر شهر توی‌تپه (به ازبکی: Toʻytepa، تۉی‌تېپه) در تابعیت این شهرستان قرار داشت و مرکز اداری آن بود. در آن سال، این شهر به «شهر در سطح شهرستان» ارتقاء یافته و از تابعیت اورته‌چیرچیق در آمده و همین‌طور نام آن به نورافشان تغییر کرد. در آن سال، مرکزیت اداری این شهرستان به شهرک قره‌سو منتقل شد.